# Base navale
Ne doit pas être confondu avec base nautique.
Une base navale est une base militaire où une force navale peut s'abriter, se ravitailler, effectuer des réparations. C'est, dans la généralité des cas, un port maritime.
La base navale est une base militaire qui abrite des navires de guerre qu'il ne faut pas confondre avec un port d'attache destiné aux navires de commerce.
La notion de base navale est aussi ancienne que la Marine de Guerre. Pour reprendre la formule de l'amiral Mahan : « Il est inutile d’armer des bateaux s’ils n’ont pas de bases sur lesquelles ils peuvent s’appuyer ». Les bases navales sont les points d'appui des flottes de guerre d'un pays. Si les conditions actuelles de la technique, autorisant une autonomie importante pour les navires, permettent de limiter le nombre des bases navales, il n'en a pas toujours été ainsi. Du XVIIe siècle au début du XXe, il était important pour chaque pays à vocation maritime de posséder de nombreux points d'appui.
En matière de stratégie, le passage de la marine à voile à la marine à vapeur a été une régression, Hervé Coutau-Bégarie remarquant que : « la dépendance des flottes à l'égard de leurs bases a beaucoup augmenté du fait de la nécessité de ravitaillements fréquents en combustible ».
Cette situation a changé avec l'apparition de la propulsion nucléaire et le développement du soutien à la mer des flottes de combat.

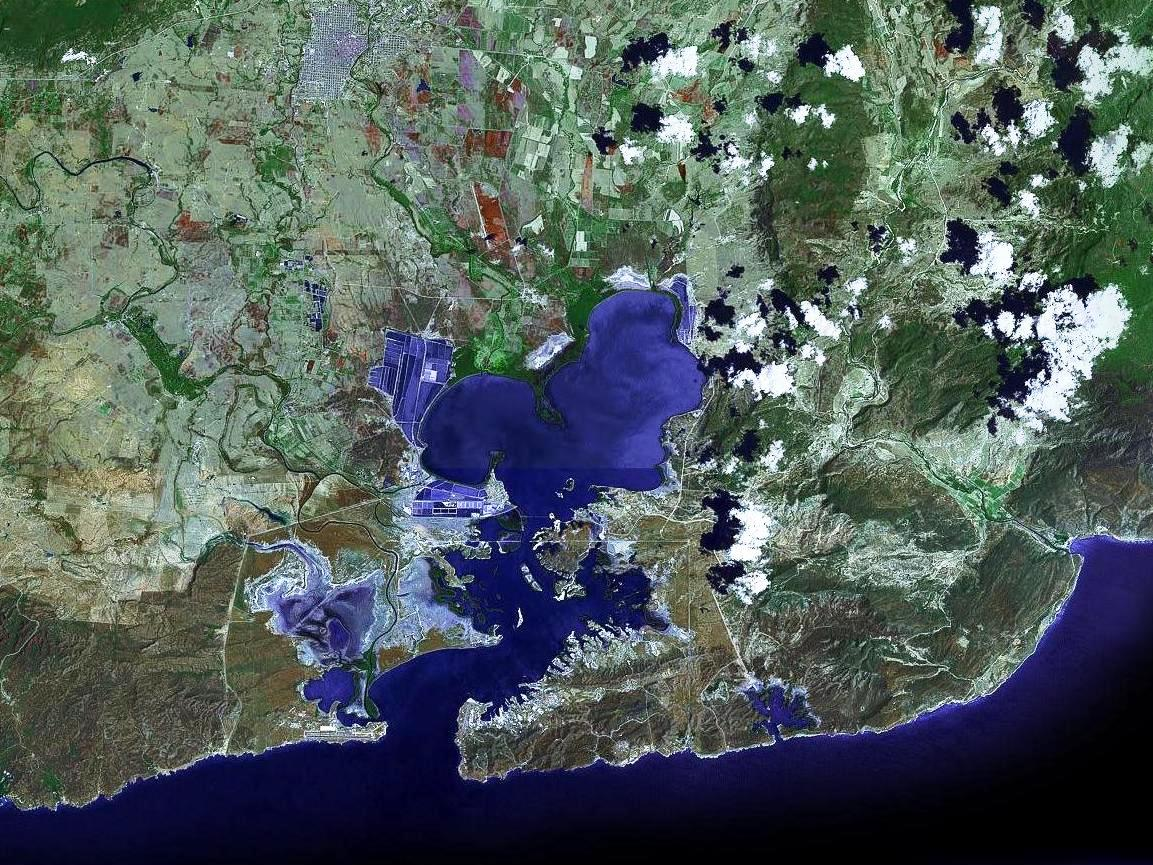
La base navale américaine de Guantánamo, à Cuba

Une base navale peut être spécialisée. Ce sera le cas des bases de sous-marins (appelées aussi, par abus de langage, base sous-marine).
Une base navale peut être associée à un arsenal, un chantier naval ou à une base aérienne, dans ce dernier cas, on dit qu'il s'agit d'une base aéronavale.
Une base navale de station se contentera d'offrir un abri à une force navale, dans la région qu'elle prétend observer ou contrôler.

## Histoire et bases navales
On trouvera ci-après la description sommaire de quelques bases navales ayant tenu un rôle dans l'Histoire de la guerre sur mer.
- Antiquité
  - Carthage : le port de Carthage comprenait une base pour la marine punique. Une structure circulaire permettait d'abriter les navires. Appien disait qu'il pouvait abriter 220 galères[2].
  - Le Pirée
- Au temps de la marine en bois
  - Venise
  - Lisbonne
  - La Havane
  - Le Cap
  - Carthagène
  - En France, début de la guerre de Sept Ans (1756-1763), par ordre d'importance décroissant estimé d'après leurs stocks de spalme, les chantiers navales suivants sont actifs : Marseille, Rouen, La Rochelle, Rochefort, Le Havre, Port-au-Prince, Nantes, Dunkerque, Bordeaux, Cap-Français, Caen, Lyon, Granville, Sables-d'Olonne, Saint-Malo[3].

- Pendant les 2 guerres mondiales.
  - Gdynia
  - Scapa Flow
  - Pearl Harbor
  - Base navale de Sébastopol
  - Port militaire de Toulon
  - Kronstadt

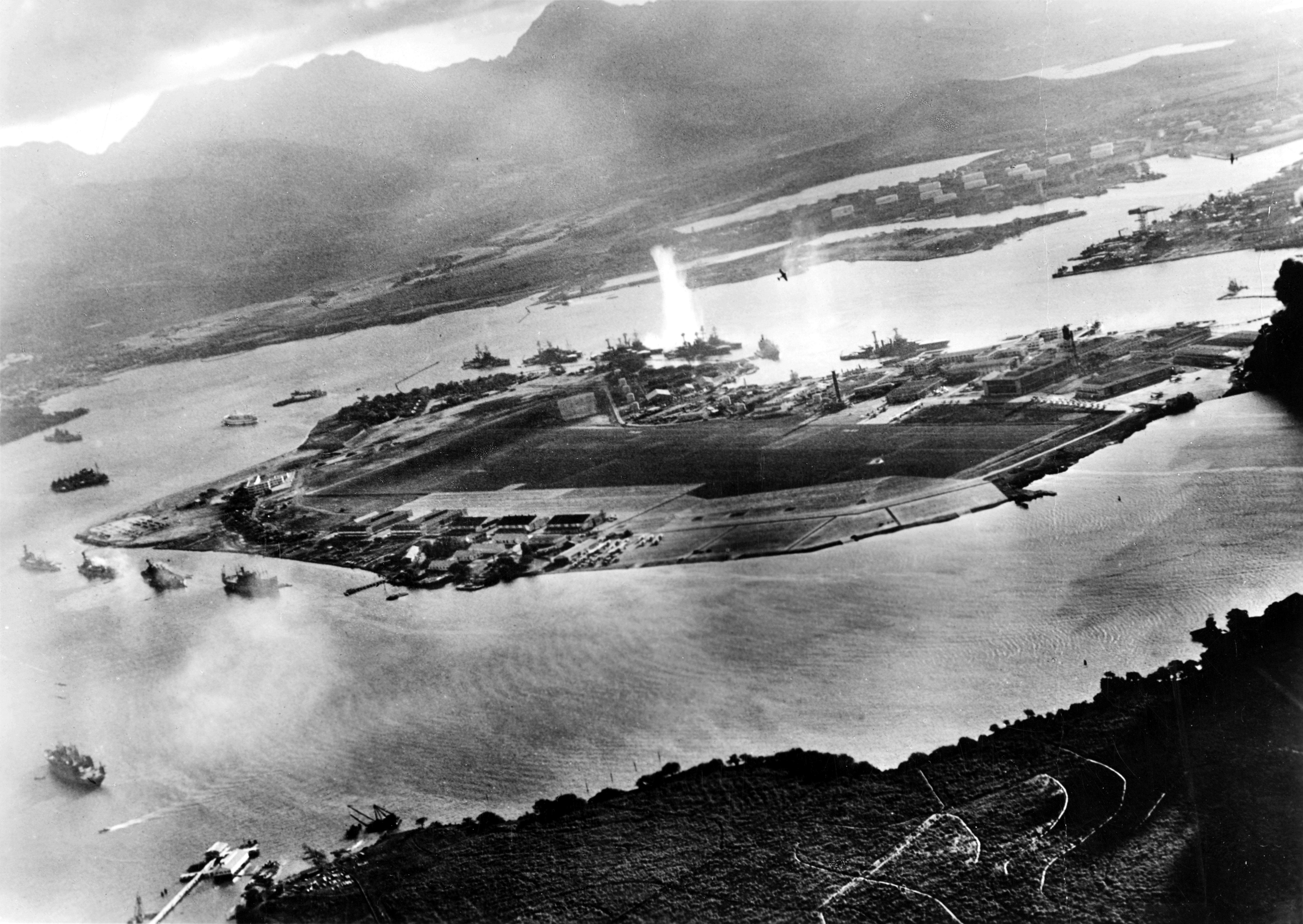
Base navale de Pearl Harbor, 7 décembre 1941

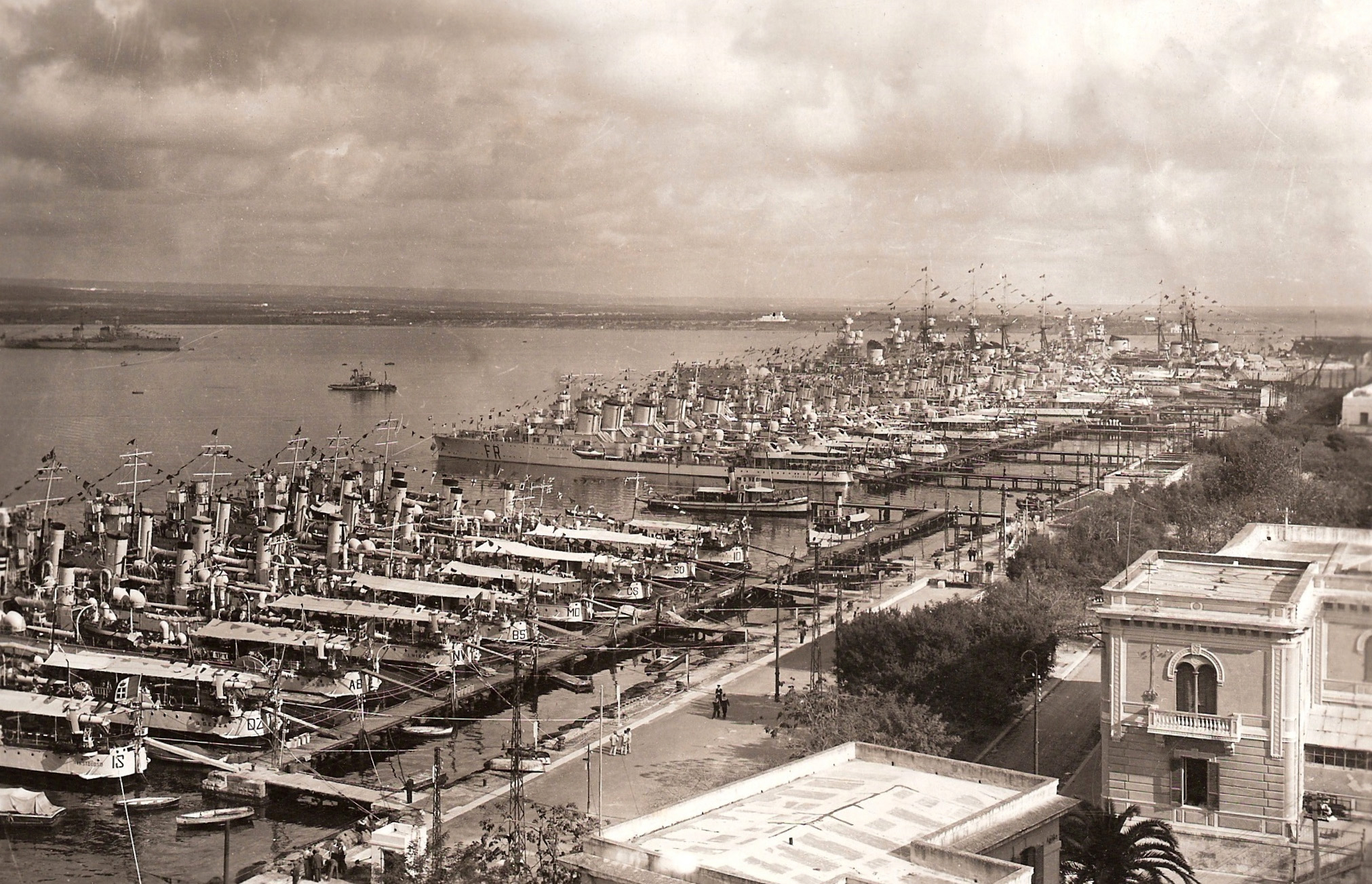
Base navale de Tarente, 1930

  - Base sous-marine de Saint-Nazaire
- À l'heure actuelle
  - Base navale de Norfolk
  - Diego Garcia
  - Plymouth
  - Base navale de San Diego
  - Mourmansk
  - Tarente
  - La Spezia
  - Base navale de Yokosuka
  - Naval Amphibious Base Little Creek
  - Base navale de Toulon

## Les réseaux de bases navales: l'exemple britannique
Le développement de la conquête des mers et du commerce a conduit les Britanniques à développer un réseau mondial de bases navales. On comparera les situations au début des deux derniers siècles.

### Au début duXIXesiècle
(cette section détaillera le réseau mondial des bases navales britanniques aux alentours de 1805)
- La protection des Îles Britanniques.
- Le contrôle de la Méditerranée.
- Le contrôle de l'Atlantique.
- Le contrôle de l'Océan Indien.

### Au début duXXesiècle
(cette section détaillera le réseau mondial des bases navales britanniques aux alentours de 1910)

## Description de bases navales

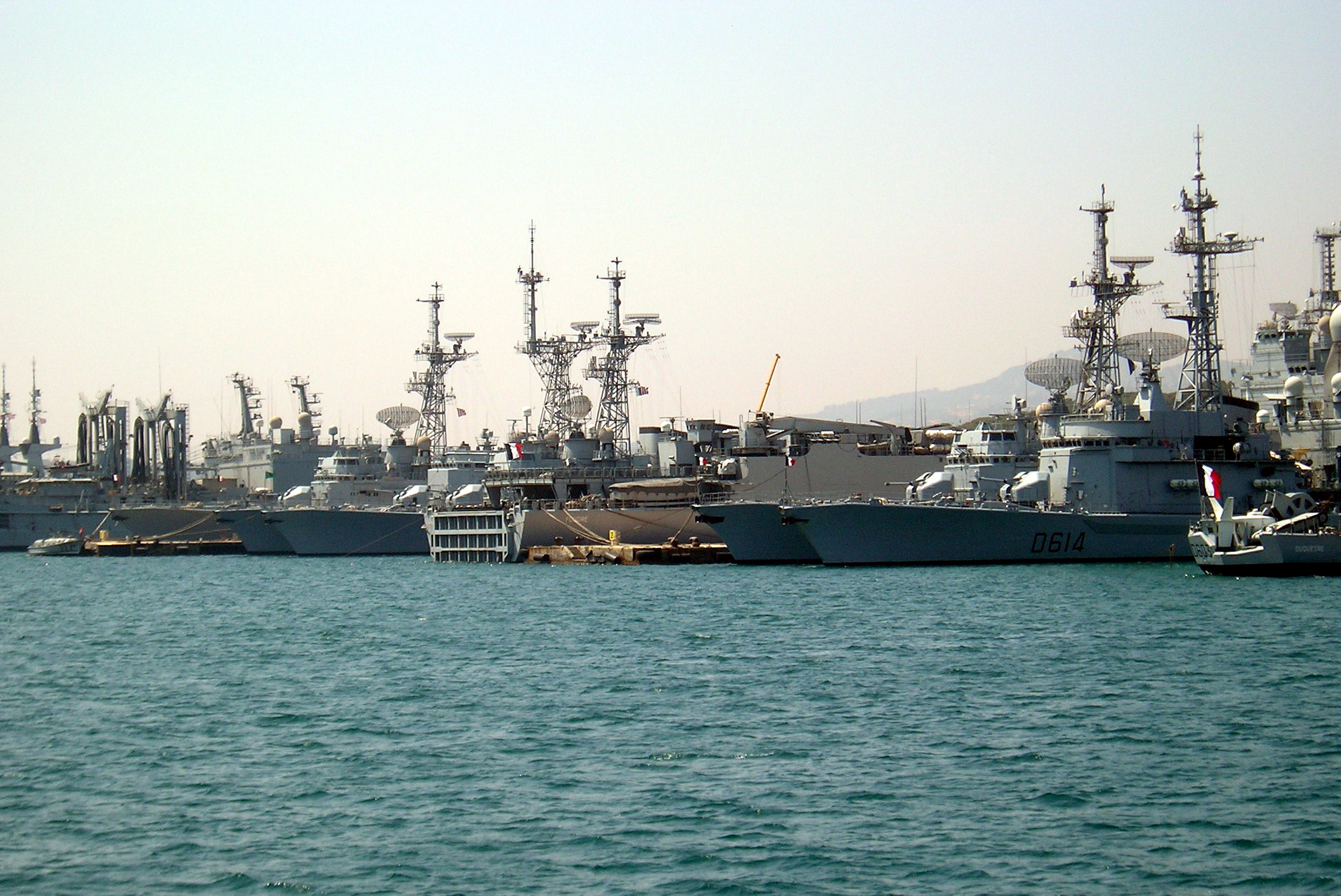
Une partie de la Marine nationale française dans le port de Toulon

(cette section décrira plusieurs bases navales)